# Lars-Erik Skiöld
Lars-Erik Skiöld (ur. 19 marca 1952 w Malmö, zm. 22 maja 2017 tamże) – szwedzki zapaśnik. Brązowy medalista olimpijski z Moskwy.
Brał udział w dwóch igrzyskach (IO 76, IO 80). Walczył w stylu klasycznym, w 1980 zdobywając brąz w wadze lekkiej, do 68 kilogramów (cztery lata wcześniej był czwarty). Na mistrzostwach świata najlepszym jego wynikiem było drugie miejsce w 1977. Był medalistą mistrzostw Europy, w 1976 wywalczył złoto, w 1975 brąz. Zdobył siedem medali na mistrzostwach nordyckich w latach 1971 – 1978. Wicemistrz świata juniorów w 1969 roku.